# Asa Dodge Smith
Pour les articles homonymes, voir Smith.
Asa Dodge Smith, né le 21 septembre 1804 à Amherst, dans le New Hampshire et mort le 16 août 1877 à Hanover, est un pasteur presbytérien américain. Il est le 7e président du Dartmouth College de 1863 à sa mort.

## Présidence de Dartmouth
Après la démission forcée de Nathan Lord en 1863 en raison de son soutien à l'esclavage, les Trustees souhaitaient qu'un président plus conservateur prenne sa place. Asa Dodge, qui avait prêché pendant 29 ans à l'église presbytérienne de la 14e rue à New York, s'était forgé une réputation d'homme religieux aux convictions abolitionnistes.
La présidence de Smith fut une période de forte croissance pour l'université, avec notamment la création de deux nouvelles écoles au sein de Dartmouth. Le New Hampshire College of Agriculture and the Mechanic Arts, plus tard transféré à Durham, New Hampshire et rebaptisé University of New Hampshire, est fondé à Hanover en 1866. Un an plus tard, la Thayer School of Engineering est créée. Au cours de sa présidence, les inscriptions au College ont plus que doublé, le nombre de bourses est passé de 42 à 103 et Dartmouth a bénéficié de plusieurs legs importants. Les deux écoles se sont développées pendant sa double présidence.

## Vie personnelle
Smith est diplômé de Dartmouth en 1830. Il est ensuite diplômé du séminaire théologique d'Andover en 1834. Il a épousé Sarah Ann Adams et tous deux ont eu sept enfants.

## Héritage
Le fils d'Asa Dodge, William Thayer Smith (1839-1909), a été doyen de l'école de médecine de 1896 à sa mort en 1909. Il a été le premier doyen à donner le nom de « Dartmouth Medical School » à l'organisation qui n'avait jusqu'alors jamais eu de nom cohérent. Il a également été le premier à pratiquer une intervention chirurgicale au Mary Hitchcock Memorial Hospital. Il a fait partie de la promotion 1879 de l'école de médecine de Dartmouth et a reçu un LL.D. honorifique de Dartmouth en 1897.